# Игнат Бадов
Игнат Бадов e български католически свещеник, възкресенец.

## Биография
Игнат Бадов е роден през 1919 г. в село Даваджово, днес кв. Миромир на град Хисаря. Съвсем малък остава сирак и е изпратен в католическото сиропиталище „Княгиня Евдокия“ в София. Завършва католическата прогимназия в Малко Търново и нишата семинария в Стара Загора.
През 1937 г. постъпва в обществото на отците-възкресенци. Подготвя се в Краков, Полша и в Лвов, Украйна. Дава вечните си обети на 15 февруари 1939 г. По-късно през същата година постъпва в Папския Григориански университет в Рим, където учи философия и теология. Ръкоположен е за свещеник на 31 март 1945 г.
През 1947 г. се завръща в България и една година служи в старозагорската енория „Св. св. Кирил и Методий”. През 1949 г. епископ Евгений Босилков го кани за енорист в енорията „Пресвето сърце Исусово“ в с. Драгомирово, Свищовско, където работи 30 години. През 50-те години е задължен от новата власт да работи и цивилна професия. Наред с духовната си дейност, години наред плете кошове за местната кооперация.
През 1981 г. отец Игнат е преместен в Белене. Първо обслужва двете беленски енории, а не след дълго, само енория „Св. Антон от Падуа”. Отец Игнат е владеел латински, италиански и полски език, ползвал е и немски.
Отец Игнат умира на 2 октомври 2001 г. в Белене.